# So (fluit)
Een so (ook tanso of danso en/of tongso of dongso; 'so' is Koreaans voor wind) is een Koreaanse traditionele bamboefluit.
Tanso is samengesteld uit twee woorden: tan, wat 'kort' betekent, en so (wind, blaasinstrument). Het is een type fluit die vroeger van bamboe vervaardigd werd, maar tegenwoordig zijn er ook kunststoffen exemplaren. De tongso ('tong' betekent 'gat') is langer dan de tanso maar verder bijna gelijk. De klank van de tongso is lager dan die van de tanso. De tongso is afgeleid van de Chinese dongxiao-fluit.

## Klank
De tanso heeft een heldere en zuivere doordringende klank, met een fraai timbre en leent zich voor emotionele muziekuitingen. In het lage register is de klank zacht en breed, in het midden helder en warm, en de hoge tonen klinken doordringend. Dit instrument is vanaf het midden van de 15e eeuw in gebruik, en werd aanvankelijk door houtsnijders gemaakt en bespeeld. Aanvankelijk had de fluit 4 gaten en 1 gat aan de achterzijde, de stemming was heptatonisch.
Vanaf de Li Dynastie werden meer dan een tanso's met verschillende stemmingen gecombineerd al naargelang de aard van het te spelen muziekstuk.
Later werd de lay-out van de gaten ook aangepast naar 3 gaten aan de voorzijde en een klepje of gat voor halve tonen alsmede een klep voor beïnvloeding van de zuiverheid, zodat de fluit voor verschillende soorten werken of stijlen geschikt werd.

## Toepassing

Vingerzettingstabel voor de tanso

De tanso is een eenvoudig instrument voor hogere melodieën en werd in combinatie met strijkinstrumenten bespeeld, en in duetten, solo's en als begeleiding van zangers. De speelwijze van de fluit staat het toe om snellere ornamenten, trillers en versieringstonen te spelen. Er is ook een kleinere versie van de tanso, die hogere tonen (een octaaf hoger) produceert.